# Kék hajnalka
A kék hajnalka (Ipomoea tricolor) a burgonyavirágúak (Solanales) rendjébe és a szulákfélék (Convolvulaceae) családjába tartozó, Közép-Amerikában őshonos, dísznövényként ültetett kúszónövény.

## Elterjedése és termőhelye
Közép-Amerikában és Mexikóban őshonos, dísznövényként az egész világon elterjedt.
A jó vízáteresztőképessége, nedves talajt kedveli. Trágyázása nem szükséges. Napfényigényes. A kártevőknek ellenálló, a takácsatkák időnként megtámadhatják.

## Megjelenése
A kék hajnalka 2,5–3 méter hosszúságú, lágyszárú, magyar viszonyok között egynyári növény. Hazájában évelő, de a közép-európai téli fagyokat nem bírja. Általában a tavaszi fagyok elmúltával vetik, egynapos áztatást követően. Igen gyorsan növekszik, egy szezon alatt 300 cm hosszúra és 180 cm szélesre is megnő. Indáival könnyen felkapaszkodik a kerítésekre, állványokra, fákra, eltakarni kívánt felületekre. Levele váltakozó állásúak, szív alakúak, ép szélűek.
Nyár elejétől ősz elejéig virágzik. Több termesztett színváltozata ismert. Égszínkék, sötétrózsaszín, lila vagy fehér, tölcsér alakú virágai egyesével nőnek. Kora reggel nyílnak.
Termése toktermés.

## Jelentősége
A kék hajnalka kedvelt dísznövény, amelynek több változatát is kitenyésztették. Legismertebb az égszínkék Heavenly Blue, amely a brit Királyi Kertészeti Társaság díját is elnyerte. Egyéb verziói a Blue Star, Flying Saucers, Pearly Gates, Rainbow Flash, Skylark, Summer Skies vagy Wedding Bells.
Magva alkaloidokat és glikozidokat tartalmaz, enyhén mérgező. Fogyasztása hallucinációkkal, kitágult pupillákkal, hányással, hányingerrel, hasmenéssel, bágyadtsággal, végtagzsibbadással, izomfeszüléssel járhat.

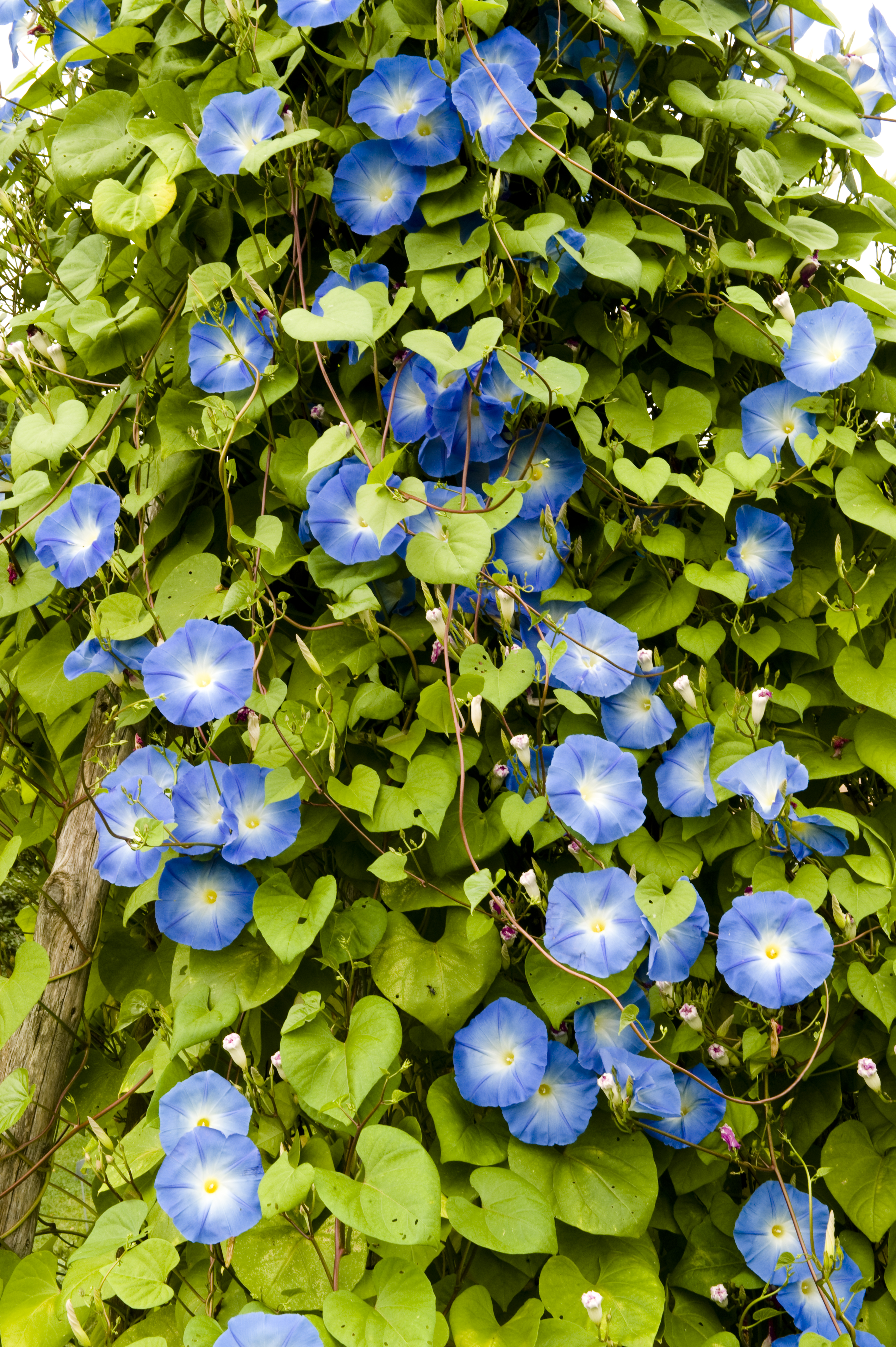
Felfutott kék hajnalka
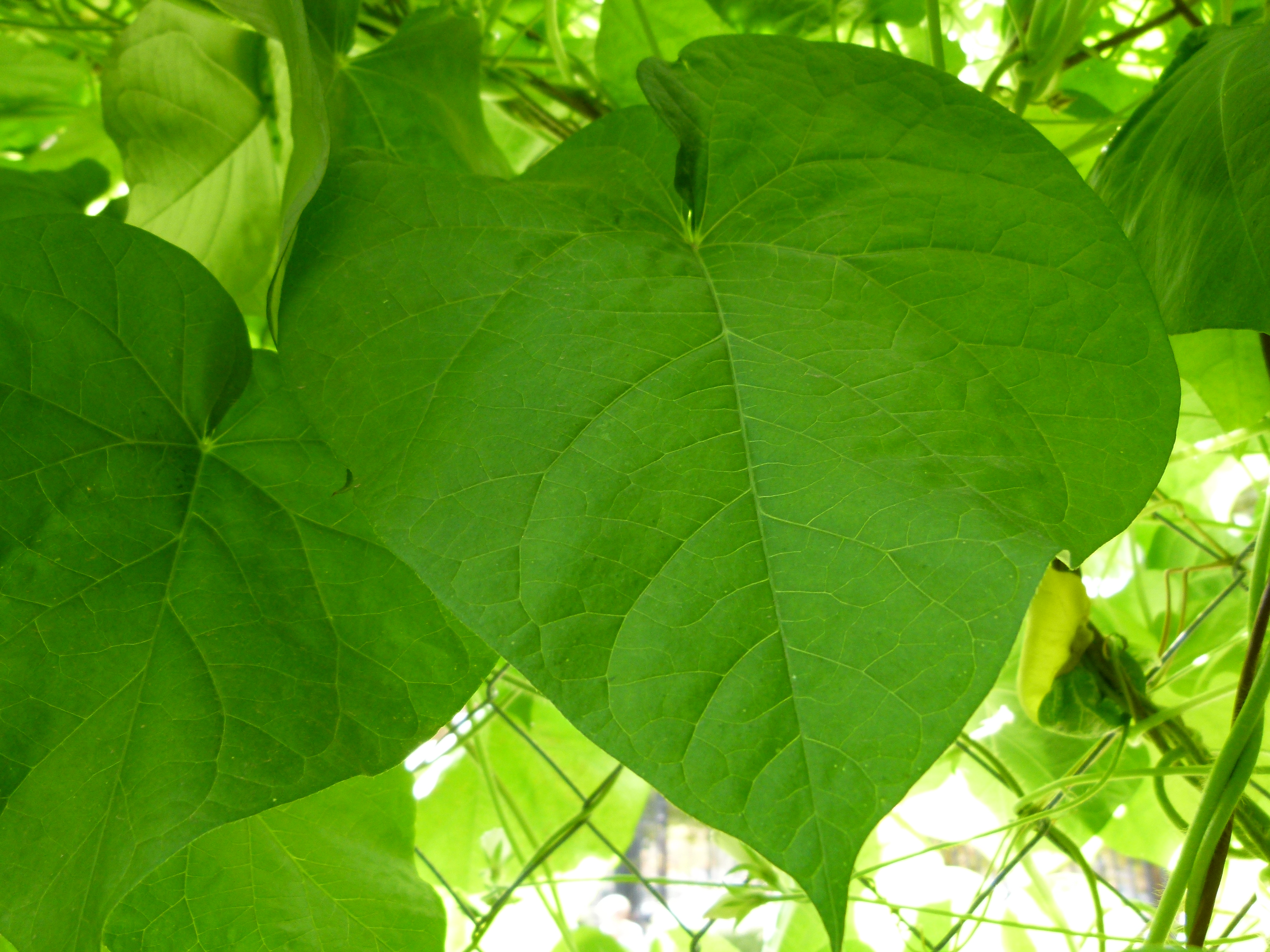
Levele
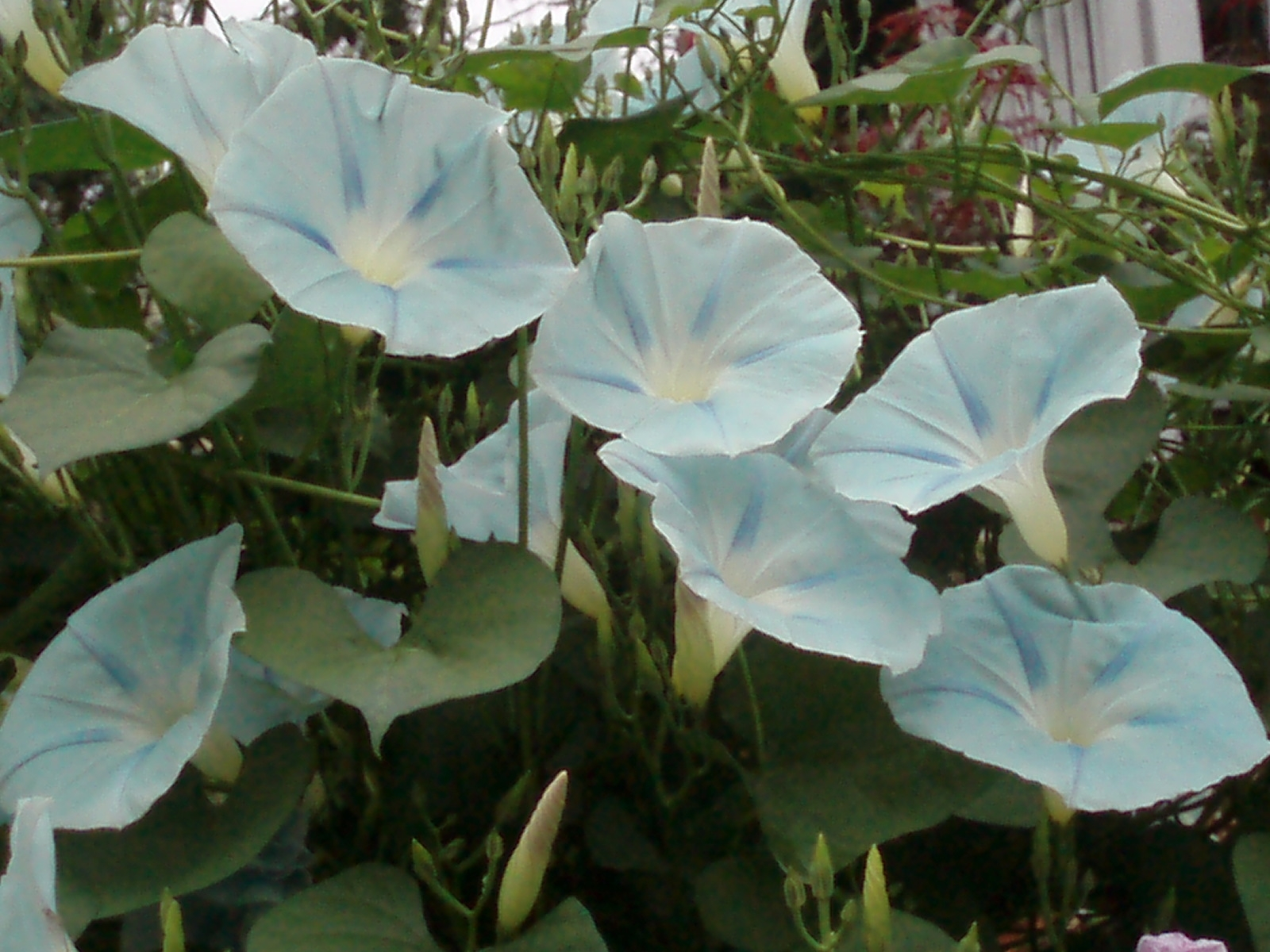
Blue Star
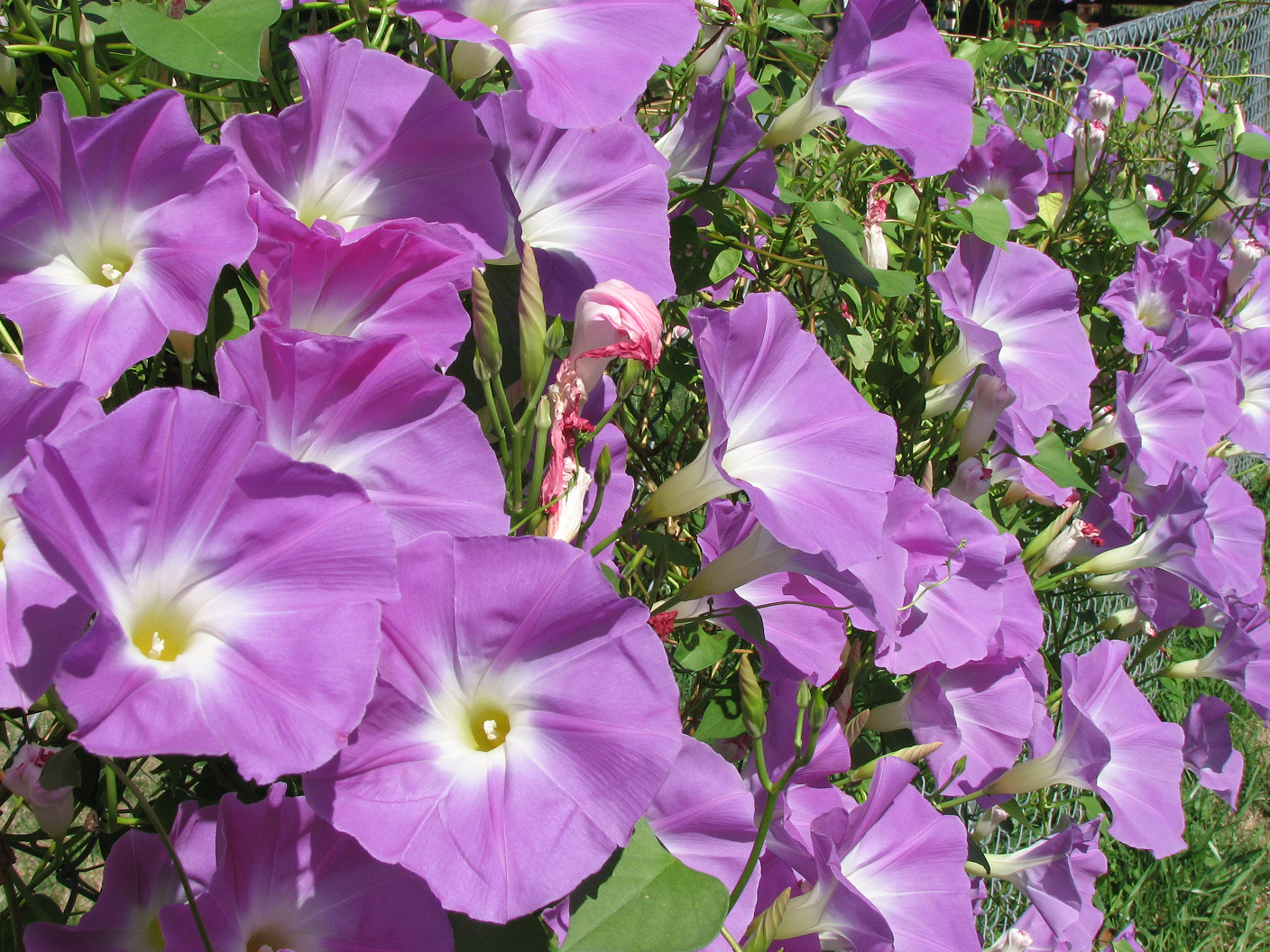
Wedding Bells
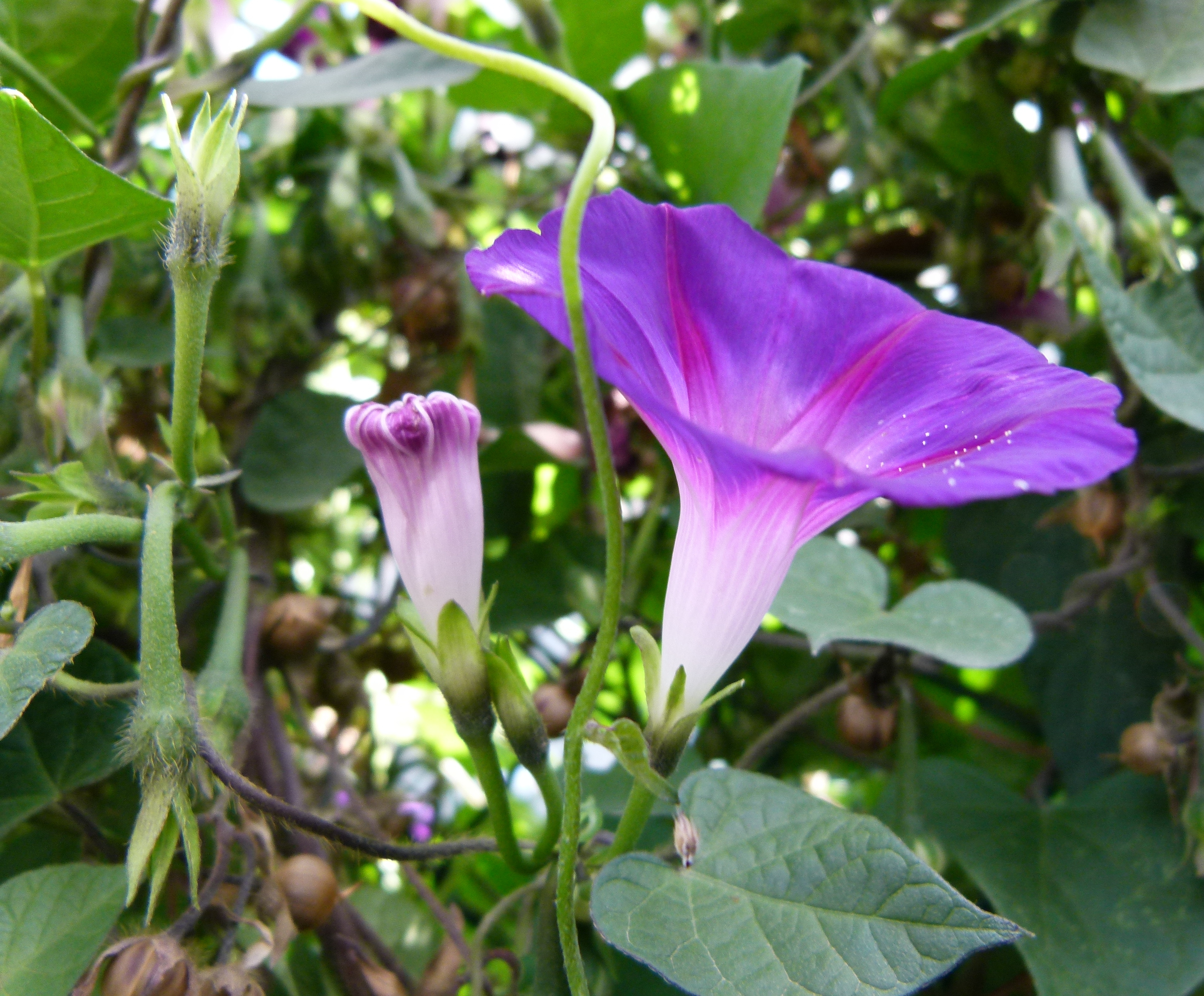
Star of Yalta